# Povl Bagge
Povl Bagge (30. november 1902 på Frederiksberg – 7. december 1991) var en dansk historiker.
Povl Bagge var professor i historie ved Københavns Universitet og redaktør af Historisk Tidsskrift sammen med Astrid Friis i årene 1942–1965. Han var forstander for Det kongelige danske Selskab for Fædrelandets Historie 1965-1975.

## Forfatterskab
- Povl Bagge: Studier over D. G. Monrads Statstanker (København 1936).

### På internettet
- Povl Bagge: "Om historieforskningens videnskabelige karakter. Nogle bemærkninger i anledning af Kr. Erslevs skrift »Historieskrivning«." (Historisk Tidsskrift, 10. række, Bind 5; 1939)
- Povl Bagge: "Harald Jørgensen: Trykkefrihedsspørgsmaalet i Danmark 1799—1848. Et Bidrag til en Karakteristik af den danske Enevælde i Frederik VI's og Christian VIII's Tid. Kbh. 1944, 453 sider." (Historisk Tidsskrift, 11. række, Bind 1; 1944)
- Povl Bagge: "Rich. Willerslev: Studier i dansk Industrihistorie 1850-1880. Kbh. 1952. 301 sider" (Historisk Tidsskrift, 11. række, Bind 4; 1953)
- Povl Bagge: "H. P. Clausen: Hvad er historie? Den historiske videnskabs metodiske grundspørgsmål og nyere synspunkter på historieforskningens teoretiske problemer. Berlingske Leksikon Bibliotek bd. 22. København, Berlingske Forlag, 1963. 164 sider. 4 plancher. 9,75 kr." (Historisk Tidsskrift, 12. række, Bind 2; 1966)
- Povl Bagge: "Jens Engberg: "Det slesvigske spørgsmål 1850-1853". Skrifter udgivne af Historisk Samfund for Sønderjylland, nr. 37, 1968. Med engelsk resume. I kommission hos Danske Boghandleres Kommissionsanstalt, København. 401 s. 57,50 (30,00) kr." (Historisk Tidsskrift, 12. række, Bind 4; 1969)

## Nekrolog
- Vagn Skovgaard-Petersen: "POVL BAGGE. 30. november 1902-7. december 1991" (Historisk Tidsskrift, 16. række, Bind 1; 1992)